# Фридрих Казимир (граф Ганау)
Фридрих Казимир Ганауский (нем. Friedrich Casimir von Hanau, 4 августа 1623 — 30 марта 1685) — дворянин Священной Римской империи, впервые после долгого перерыва вновь объединивший под одной властью земли графства Ганау.

## Биография
Сын Филиппа Вольфганга, правившего графством Ганау-Лихтенберг. В 1641 году отец умер, и Фридрих Казимир унаследовал графство, но так как на тот момент ему было меньше 25 лет и по тогдашним меркам он считался несовершеннолетним, то его опекуном стал дальний родственник Георг II Флекенштайн-Дагштульский. Другим опекуном был другой дальний родственник — Иоганн Эрнст (граф Ганау-Мюнценберга), который был последним мужчиной в линии, правившей в графстве Ганау-Мюнценберг. 12 января 1642 года Иоганн Эрнст скончался.
Ещё в 1610 году Иоганн Рейнхард I (граф Ганау-Лихтенберга) и Филипп Людвиг II (граф Ганау-Мюнценберга) заключили договор между двумя ветвями рода (впоследствии утверждённый императором), согласно которому в случае, если одна из ветвей рода пресекалась, её владения наследовались другой ветвью рода. На момент заключения договора казалось, что он более выгоден Ганау-Мюнценбергской ветви, в которой было несколько мужчин, а не Ганау-Лихтенбергской, в которой мужчина был всего один, однако теперь настала пора привести договор в исполнение в пользу Ганау-Лихтенбергской ветви. Это было нелёгкой задачей, так как в центре Европы бушевала Тридцатилетняя война. Фридрих Казимир в сопровождении Георга II и небольшого отряда охраны инкогнито добрался до Ханау, куда прибыл 21 января 1642 года.
Ряд феодальных сюзеренов, которым принадлежали отдельные части Ганау-Мюнценберга (Майнцское курфюршество, Саксонское курфюршество, ландграфство Гессен-Дармштадт, Вюрцбургское княжество-епископство, Фульдское аббатство) утверждали, что Фридрих Казимир и Иоганн Эрнст были слишком дальними родственниками, а так как в линии Ганау-Мюнценберг не осталось наследников мужского пола, то феодальные отношения вассала и сюзерена являются законченными и земли следует вернуть. Однако в условиях глобальной войны конкретная военная сила значила гораздо больше юридических тонкостей. Георгу II пришлось заключить договор с Амалией Елизаветой Ганау-Мюнценбергской (которая к тому времени была регентом Гессен-Касселя при несовершеннолетнем сыне Вильгельме VI), по условиям которого она предоставляла военную и дипломатическую поддержку против тех, кто препятствовал вступлению Фридриха Казимира в наследство, однако взамен на это в случае пресечения мужской линии дома Ганау права на графство Ганау-Мюнценберг отходили потомкам Амалии Елизаветы. Этот договор позволил сохранить земли Ганау-Мюнценберга в целости.
Другой проблемой для вступления в наследство были различия в вероисповедании: если в Ганау-Лихтенберге исповедовали лютеранство, то в Ганау-Мюнценберге преобладал кальвинизм. Георгу II пришлось заключить договор о сохранении религиозного статус-кво, согласно которому выполнять лютеранские обряды на землях Ганау-Мюнценберга дозволялось лишь Фридриху Казимиру и членам его двора, и только в дворцовой церкви. Только после этого Фридрих Казимир смог официально унаследовать Ганау-Мюнценберг.
В 1643—1645 годах Фридрих Казимир совершил гран-тур по Англии, Франции, Испании, Нидерландам и итальянским землям — где было безопаснее, чем на терзаемой войной родине. Тем временем была ещё жива Сибилла Кристина Ангальт-Дессауская (вдова Филиппа Морица Ганау-Мюнценбергского, который правил графством до Иоганна Эрнста), получившая в качестве вдовьей доли замок Штайнау. Чтобы избежать её возможных претензий на графство, было решено женить на ней Фридриха Казимира. Бракосочетание состоялось 13 мая 1647 года. Из-за двадцатилетней разницы в возрасте (вдове было уже 44 года) брак оказался бездетным.
Заключённый в 1648 году Вестфальский мир позволил графству Ганау сохранить почти все земли, которыми обе его части обладали до 1618 года, однако левобережье Рейна было этим договором признано французским, и за земли графства Ганау-Лихтенберг, лежащие в Эльзасе, Фридриху Казимиру пришлось принести оммаж королю Франции.
Фридрих Казимир смог восстановить отношения с императорским двором в Вене, и даже стал советником при императоре Фердинанде II. Однако всё время правления Фридриха Казимира графство находилось долгах. Ситуация усугублялась тем, что он не знал цены деньгам, и был полным профаном в финансовых вопросах. Чтобы содержать огромный двор в стиле барокко, коллекцию картин и музей восковых фигур, ему приходилось распродавать государственные владения, продав в итоге амт Родхайм ландграфству Гессен-Гомбург за 9000 гульденов.
Среди советников Фридриха Казимира в разное время были такие люди, как врач и экономист Иоганн Иоахим Бехер, военный и дипломат Георг Кристиан Гессен-Гомбургский, писатель Иоганн Михаэль Мошерош, однако их советы далеко не всегда были способны умерить его амбиции.
Чтобы восстановить население опустошённых войной земель, Фридрих Казимир осуществил проект по переселению на земли Ганау-Лихтенберга швейцарцев из окрестностей Берна. Он основал ряд высших учебных заведений, и был членом такой знаменитой организации, как «Плодоносное общество». В его правление была основана Ханауская фаянсовая мануфактура — одна из первых мануфактур в Германии, производящая фаянс. В 1678 году начала выходить одна из старейших газет Германии — «Hanauer Zeitung».
Фридриху Казимиру и Иоганну Бехеру пришёл в голову фантастический проект по колонизации бассейна реки Ориноко в Южной Америке и созданию там колонии Ганауские Индии. Был даже заключён окончательный контракт с Голландской Вест-Индской компанией, но на его выполнение не хватило денег. Тем не менее эта авантюра пробила гигантскую дыру в бюджете графства, для ликвидации которой Фридрих Казимир даже подумывал отдать Ганау-Лихтенберг герцогству Лотарингия и перейти в католичество, чтобы получить поддержку со стороны католического мира.
Георг Кристиан Гессен-Гомбургский попытался воспользоваться некомпетентностью Фридриха Казимира, чтобы тот передал ландграфству Гессен-Гомбург амт Дорнхайм, где в Бад-Наухайме добывали соль (благодаря чему эти земли являлись ключевыми для экономики Ганау-Мюнценберга). Этому воспротивились родственники Фридриха Казимира, и чтобы устранить их со своего пути, Георг Кристиан попытался сделать себя единственным регентом Ганау. В ответ Иоганн Филипп Ганау-Лихтенбергский в ноябре 1669 года устроил переворот и захватил власть в отсутствие Фридриха Казимира. Являвшиеся опекунами наследников Кристиан II Цвейбрюккен-Биркенфельдский и Анна Магдалена Пфальц-Биркенфельд-Бишвейлерская попросили императора Леопольда I ввести в графстве принудительное управление. Император согласился с ними, советники Фридриха Казимира были распущены и было создано новое правительство, а Кристиан и Анна Магдалена были назначены сорегентами с правом вето на любые решения Фридриха Казимира.
Фридрих Казимир скончался 30 марта 1685 года. В связи с отсутствием детей, земли графства были унаследованы его племянниками: Ганау-Мюнценберг получил Филипп Рейнхард, а Ганау-Лихтенберг — Иоганн Рейнхард III.